# Edmonton–Sud-Ouest (circonscription provinciale)
Circonscription électorale provinciale du Canada
Edmonton-Sud-Ouest est une circonscription électorale provinciale de l'Alberta (Canada), située dans le sud-ouest d'Edmonton. Créée en 2012, elle a connu seulement deux députés: Matt Jeneroux, député fédéral actuel pour Edmonton Riverbend, et Thomas Dang.

## Liste des députés
| Années | Années         | Député        | Parti politique           |
| ------ | -------------- | ------------- | ------------------------- |
|        | 2012 - 2015    | Matt Jeneroux | Progressiste-conservateur |
|        | 2015 - présent | Thomas Dang   | Néo-démocrate             |